# جمعة سلطان
جمعة سلطان (بالإنجليزية: Juma Sultan)‏ هو فنان إيقاعي أمريكي، ولد في 13 أبريل 1942 في مونروفيا في الولايات المتحدة.

## وصلات خارجية
- جمعة سلطان على موقع IMDb (الإنجليزية)
- جمعة سلطان على موقع ميوزك برينز (الإنجليزية)
- جمعة سلطان على موقع أول ميوزيك (الإنجليزية)
- جمعة سلطان على موقع ديسكوغز (الإنجليزية)
- جمعة سلطان على موقع قاعدة بيانات الفيلم (الإنجليزية)